# ATC (R07)
Jest to część klasyfikacji anatomiczno-terapeutyczno-chemicznej:
- R – Układ oddechowy
  - R 01 – Leki stosowane w chorobach nosa
  - R 02 – Leki stosowane w chorobach gardła
  - R 03 – Leki stosowane w chorobach obturacyjnych dróg oddechowych
  - R 05 – Leki stosowane w kaszlu i przeziębieniu
  - R 06 – Leki przeciwhistaminowe do stosowania wewnętrznego
  - R 07 – Inne leki stosowane w chorobach układu oddechowego

Obejmuje ona inne leki stosowane w chorobach układu oddechowego:

## R 07 A – Inne preparaty stosowane w chorobach układu oddechowego
- R 07 AA – Surfaktanty płucne
  - R 07 AA 01 – palmitynian kolfoscerylu
  - R 07 AA 02 – naturalne fosfolipidy
  - R 07 AA 30 – połączenia
- R 07 AB – Leki stymulujące układ oddechowy
  - R 07 AB 01 – doksapram
  - R 07 AB 02 – niketamid
  - R 07 AB 03 – pentetrazol
  - R 07 AB 04 – etamiwan
  - R 07 AB 05 – bemegryd
  - R 07 AB 06 – pretkamid
  - R 07 AB 07 – almitryna
  - R 07 AB 08 – dimeflina
  - R 07 AB 09 – mepiksanoks
  - R 07 AB 52 – niketamid w połączeniach
  - R 07 AB 53 – pentetrazol w połączeniach
- R 07 AX – Inne preparaty stymulujące układ oddechowy
  - R 07 AX 01 – tlenek azotu
  - R 07 AX 02 – iwakaftor
  - R 07 AX 30 – iwakaftor i lumakaftor
  - R 07 AX 31 – iwakaftor i tezakaftor
  - R 07 AX 32 – iwakaftor, tezakaftor i eleksakaftor